# Einsatzkommando Finnland
Einsatzkommando Finnland (officiell benämning Einsatzkommando der Sicherheitspolizei und des SD beim AOK Norwegen, Befehlsstelle Finnland) var en tysk paramilitär enhet som var aktiv i norra Finland och norra Norge under andra världskriget, då Finland med Nazityskland som allierad utkämpade det så kallade fortsättningskriget (1941–1944) mot Sovjetunionen.
Einsatzkommando Finnland var underordnat Reichssicherheitshauptamt, Nazitysklands säkerhetsministerium. Den finska skyddspolisen (säkerhetspolisen) och den finskmilitära underrättelsetjänsten samarbetade med Einsatzkommando Finnland. Einsatzkommando Finnland, som anfördes av SS-Obersturmbannführer Gustav vom Felde, hade till uppgift att bekämpa och utplåna Nazitysklands ideologiska och rasliga fiender, i synnerhet kommunister och judar. I denna mening hade Einsatzkommando Finnland samma uppdrag som Einsatzgruppen som opererade i Sovjetunionen och Baltikum.
Einsatzkommando Finnlands existens var i princip okänd fram till 2008, då den finländske historikern Oula Silvennoinen lade fram avhandlingen Salaiset aseveljet: Suomen ja Saksan turvallisuuspoliisiyhteistyö 1933–1944 ("Hemliga vapenbröder: samarbetet mellan finsk och tysk säkerhetspolis 1933–1944").

## Bakgrund
Oula Silvennoinens forskningsresultat har sin upprinnelse i bland annat journalisten Elina Sanas bok Luovutetut: Suomen ihmisluovutukset Gestapolle ("De utlämnade: Finlands utlämningar till Gestapo"), publicerad 2003. Sana påvisar i sin bok att Finland utlämnade 2 829 tyska krigsfångar och civila, varav cirka 500 judar, till Nazityskland i utbyte mot att tyskarna utlämnade 2 181 sovjetiska krigsfångar av finsk härkomst till Finland.

## Silvennoinens forskning
Enligt Silvennoinens avhandling utlämnade Finland före och under fortsättningskriget cirka 500 krigsfångar och flyktingar till tyska enheter som var kommenderade till norra Finland och norra Norge. Silvennoinen menar, att det är sannolikt att tyskarna avrättade samtliga dessa 500 personer. Den finska skyddspolisen var behjälplig med tolkar och förhörsledare i två tyska krigsfångeläger, Stalag 309 i Salla i Finland och Stalag 322 i Elvenes i Sør-Varanger i Norge. En av dessa tolkar var Veikko Heinonen, som i slutet av juni 1941 avlade en lägesrapport. Denna rapport ådagalägger, att personal ur skyddspolisen var delaktig i avrättandet av ett okänt antal krigsfångar.